# Slaget vid Walk
Slaget vid Walk var ett slag under Karl X Gustavs ryska krig mellan Sverige och Ryssland. Sverige vann.